# This Addiction
This Adiction — седьмой студийный альбом панк-рок-группы Alkaline Trio, выпущенный 23 февраля 2010 студией «Heart&Skull» совместно с Epitaph Records.

## Об альбоме
Позиционируемый как возвращение группы в панк-рок, он был записан в студии Atlas Studios в их родном городе Чикаго с Мэттом Элисоном. Этот альбом воодушевлён темами любви, зависимости, смерти, развода, горя, самоубийства, политики и войны. Он стал лидером в чартах, стартовав в Billboard 200 на 11 месте и заняв 1 места в номинациях «Рок», «Независимая музыка» и «Альтернативная музыка».

## Список композиций
Слова и музыка всех песен — Мэтт Скиба, Дэна Андриано, и Дерека Гранта.
| №                   | Название                | Длительность |
| ------------------- | ----------------------- | ------------ |
| 1.                  | «This Addiction»        | 2:35         |
| 2.                  | «Dine, Dine My Darling» | 2:58         |
| 3.                  | «Lead Poisoning»        | 2:37         |
| 4.                  | «Dead on the Floor»     | 4:20         |
| 5.                  | «The American Scream»   | 3:00         |
| 6.                  | «Off the Map»           | 3:16         |
| 7.                  | «Draculina»             | 3:34         |
| 8.                  | «Eating Me Alive»       | 2:53         |
| 9.                  | «Piss and Vinegar»      | 2:28         |
| 10.                 | «Dorothy»               | 3:32         |
| 11.                 | «Fine»                  | 3:17         |
| Общая длительность: | Общая длительность:     | 34:30        |

## Хит-парады
| Чарт                  | Высшая позиция |
| --------------------- | -------------- |
| UK Albums Chart       | 51             |
| US Billboard 200      | 11             |
| US Alternative Albums | 1              |
| US Digital Albums     | 8              |
| US Independent Albums | 1              |
| US Rock Albums        | 1              |